# Swedish Free Church
Swedish Free Church (SFC) är ett kristet trossamfund i södra Afrika, bildat 1953 av den svenske missionären Klas Arvid Hjelm (1878–1964) och registrerat året därpå under namnet Bantu Swedish Free Church. Ordet Bantu ströks ur namnet 1984.

## Kyrkans ledare
SFC leddes från grundandet av K A Hjelm, vilken som ung smålänning hört världsevangelisten Fredrik Franson tala i Förebergs missionshus. 
Franson hade 1890 grundat "Scandinavian Alliance Mission" som redan två år senare sänt en grupp om åtta missionärer (fyra av dem födda i Norge och fyra i Sverige) till södra Afrika. Hjelm kom att 1901 resa som missionär för denna organisation till södra Afrika.
1909 blev Skandinaviska Alliansmissionen i Sverige självständig från moderorganisationen i USA. 1919 gick man ihop med Jönköpings Missionsförening och bildade Svenska Alliansmissionen (SAM) som nu blev Hjelms arbetsgivare.
När SAM på 1950-talet ville pensionera Hjelm kom det till en brytning inom Allianskyrkan i södra Afrika. Hjelm och hans anhängare bildade då SFC som Hjelm kom att leda till sin död, då han efterträddes av A Mabanga.
Mabangas konkurrent om ledarposten, pastor Yende lämnade då kyrkan och bildade Republican Free Church.
I början av 1970-talet valdes kyrkans sekreterare alltsedan bildandet, B S T Dladla till SFC:s förste president. De som innehaft denna post efter honom är:
- N O Magagula (1989–2007)
- I M B Nkambule (2007–2013 och 2016-19)
- M S Ndaba (2013–2016)
- H V D Khumalo (från 2019)

## Organisation
SFC styrs av en Central Executive Committee vanligen kallad Synoden.
Under synoden lyder tre regioner:
- Eswatini

Regionen bildades 1997 och består av 5 underregioner och 34 församlingar.
De fem underregionerna är: Hhohho, Manzini, Lubombo, Shiselweni och  Mankayane.
De tre första motsvarar geografiskt de administrativa distrikt med samma namn, som landet är indelat i. De två sistnämnda omfattar tillsammans samma yta som landets fjärde distrikt: Shiselweni.
Regionen är medlem av Swaziland Conference of Churches.
- Mpumalanga

Regionen bildades 2001 och består av 29 församlingar.
- Gauteng

Regionen bildades 2002 och består av 6 församlingar.

## Uniformering
Kyrkans medlemmar förutsätts bära en särskild uniform, i samband med alla gudstjänster och andra kyrkliga aktiviteter.
Dessa finns i tre grundutföranden, för män, ogifta kvinnor och gifta kvinnor. Samtliga uniformer innehåller färgerna svart, vinröd, vit och grön.
Alla medlemmar ska också synligt bära en hjärtformad, vinröd brosch med bokstäverna SFC textade i vitt ovanför ett grönt kors.